# マンハッタン恋愛事情
『マンハッタン恋愛事情』（原題：Two Girls and a Guy）は、1997年のアメリカ合衆国の恋愛映画。上映時間85分。配給はフォックス・サーチライト・ピクチャーズ。監督はジェームズ・トバック。
日本ではビデオスルーで、DVDは発売されていない。

## 概要
ある男の不倫がばれ、不倫相手との三角関係を描いたロマンスコメディ。この作品に登場する人物は5人のみで、そのうち主要人物は3人だけである。この映画は、ほぼ登場人物の部屋のみで物語が進行する。

## ストーリー
マンハッタンのソーホー。あるマンションの前でカーラとルーが、誰かを待っている。二人は語り合い、同じ男を愛していることに気づく。彼女らは窓を割って彼の部屋に入り込み、後からやってきたブレイクを驚かせる。彼は2人に追い詰められ、自殺する。しかしこれは演技で、それが分かったとたん彼女らは怒りを言葉にしてぶちまける。彼は反省し、彼女らに許しを請うが、うまくいかない。そして3人は浴槽の前で語り合い、ここでカーラは浮気していて、ルーはレズビアンであることがわかる。彼は衝撃を受け、意気消沈する。3人とも全てを話し、落ち着いたその時、彼の母親が亡くなる。カーラは彼を慰めてやり、ブレイクは彼女に寄り添われながらピアノを弾くのだった。

## キャスト
※日本語吹き替えはキングレコード発売のVHSに収録。
- ブレイク - ロバート・ダウニー・Jr（宮本充）
- カーラ - ヘザー・グラハム　（日野由利加）
- ルー - ナターシャ・グレグソン・ワグナー（麻生侑里）
- トミー - エンジェル・デイビット（目黒光祐）
- キャロル - フレデリーク・ファン・デル・ワル（本田貴子）

## 日本語版制作スタッフ
- 演出:福永莞爾
- 翻訳:武満真樹
- 制作:ニュージャパンフィルム

## トリビア
ロバート・ダウニー・Jrとヘザー・グラハムのオーラルセックスシーンなどをわずか数秒ずつカットし、NC-17指定からR指定となった。